# Bestrahlungsalter
Das Bestrahlungsalter bezeichnet in der Meteoritenforschung die Dauer des Zeitraums, während der ein Meteoroid der kosmischen Strahlung ausgesetzt war, bevor er als Meteorit auf die Erde fiel.
Im einfachsten Fall, der einstufigen Bestrahlung, entspricht das Bestrahlungsalter der Zeitdauer vom Abbrechen des Meteoroiden vom Mutterkörper bis zu seinem Auftreffen auf der Erde. Ein Meteoroid kann aber auch eine komplexere Bestrahlungsgeschichte hinter sich haben. Manche Meteoroiden haben bereits auf ihrem Mutterkörper nahe an der Oberfläche gelegen und waren dort der kosmischen Strahlung ausgesetzt, die etwa einen Meter tief in festes Material eindringt. Dies trifft besonders auf Mondmeteoriten zu, weil Oberflächenmaterial auf dem Mond, wegen der im Vergleich zu Asteroiden relativ großen Schwerkraft, sehr lange auf der Oberfläche liegen bleiben kann.
Zur Bestimmung des Strahlungalters wird ausgenutzt, dass die kosmische Strahlung durch Kernreaktionen (hauptsächlich Spallation) mit den Atomkernen eines Meteoroiden neue Tochterkerne bildet. Durch Messung der Häufigkeit dieser Tochterkerne kann dann das Bestrahlungsalter bestimmt werden. Durch die Kernreaktionen werden nicht nur stabile Tochterkerne gebildet, sondern auch instabile Radionuklide. Man kann sowohl mit Hilfe von stabilen Tochterkernen, meist Edelgasisotopen, als auch mit Hilfe von Radionukliden das Bestrahlungsalter berechnen. Stimmen die Bestrahlungalter, welche an stabilen und instabilen Kernen bestimmt wurden, überein, kann eine einstufige Bestrahlungsgeschichte angenommen werden, ansonsten ist eine mehrstufige Bestrahlungsgeschichte wahrscheinlich.